# 骠国
骠国是約公元前2世紀至9世纪缅甸骠人（pyū）所建立的城邦国家。
骠国留於今日緬甸的罕林（Hañlìñ）、毗湿奴城（Bí Thá Noù）和室利差呾罗的遺跡已被列為世界遺產，其他城市在未來可供該世界遺產的擴展。

## 簡介
驃國並非一個統一的國家，而是驃人在上緬甸建立的一系列城邦的統稱。這些城邦中，罕林建立於1世紀時期，曾一度是最強大城邦。直到大約7世紀至8世紀的時候，其地位才被室利差呾罗取代。室利差呾羅遺址位於今日緬甸卑謬縣境內，這個城邦的規模是罕林的兩倍，為驃國最大且最具影響力的中心。
魏晋时期的《西南异方志》、《南中八郡志》等书首均载骠国之名，有“位于永昌西南三千里，君臣父子，长幼有序”的记载。另有剽、僄、缥、骠越、漂越等异译。《大唐西域记》也對驃人城邦室利差呾罗王国有所記載。另外，《新唐书》中还有朱波、突罗朱、徒里掘等异称。

## 興衰
8世纪时，骠国疆土北至南诏（今云南德宏和缅甸交界地带），东至陆真腊（今泰国、老挝、柬埔寨接壤地带），西至东天竺（今印度阿萨姆邦等地），拥有整个伊洛瓦底江流域，共计9个城镇、18个属国、298个部落。唐大和六年（832年），骠国败于南诏，自此衰落，而被缅族建立的蒲甘王国取代，其属国部落民族也逐渐退入山区，被缅人边缘化。

## 文化經貿
驃國根據印度的文字創製了自己的文字——驃文，是藏緬語族諸族中第二個有自己文字的民族，略早於藏文。
唐贾耽《皇华四达记》和樊绰《蛮书》中有很多条中国与骠国交通通道的详细记载，说明时双方往来已经很密切。骠国以佛教音乐著称。唐贞元十年（794年）南诏向唐朝称臣，骠国国王雍羌也想臣服于唐，曾几度遣使来中国献佛乐，并进贡了大量“骠乐器”。这些乐器用周制“八音”无法区分。唐贞元十七年（801年），骠国国王雍羌遣其子舒难陀率乐队和舞蹈家来到长安表演。唐德宗授雍羌以太常卿、舒难陀以太仆卿之号。唐朝诗人白居易专作《骠国乐》以记述这件事情，《新唐书·骠国传》中对其歌舞有详细记载。

## 相關影劇
- 2013年末，央视电视剧《舞乐传奇》，讲述骠国使节入唐献乐促成唐骠友好的经过。

## 圖片

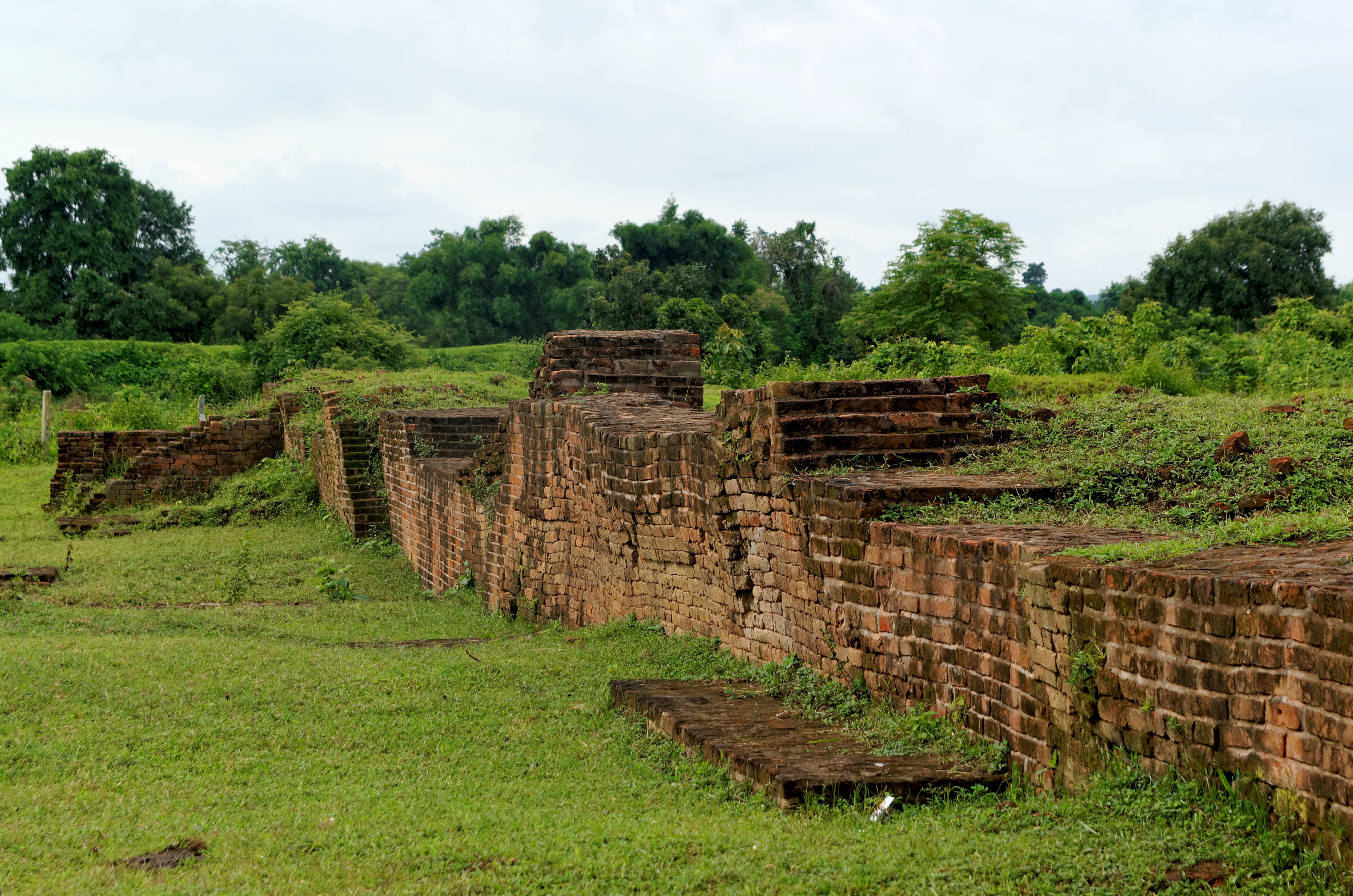
室利差呾羅遺跡
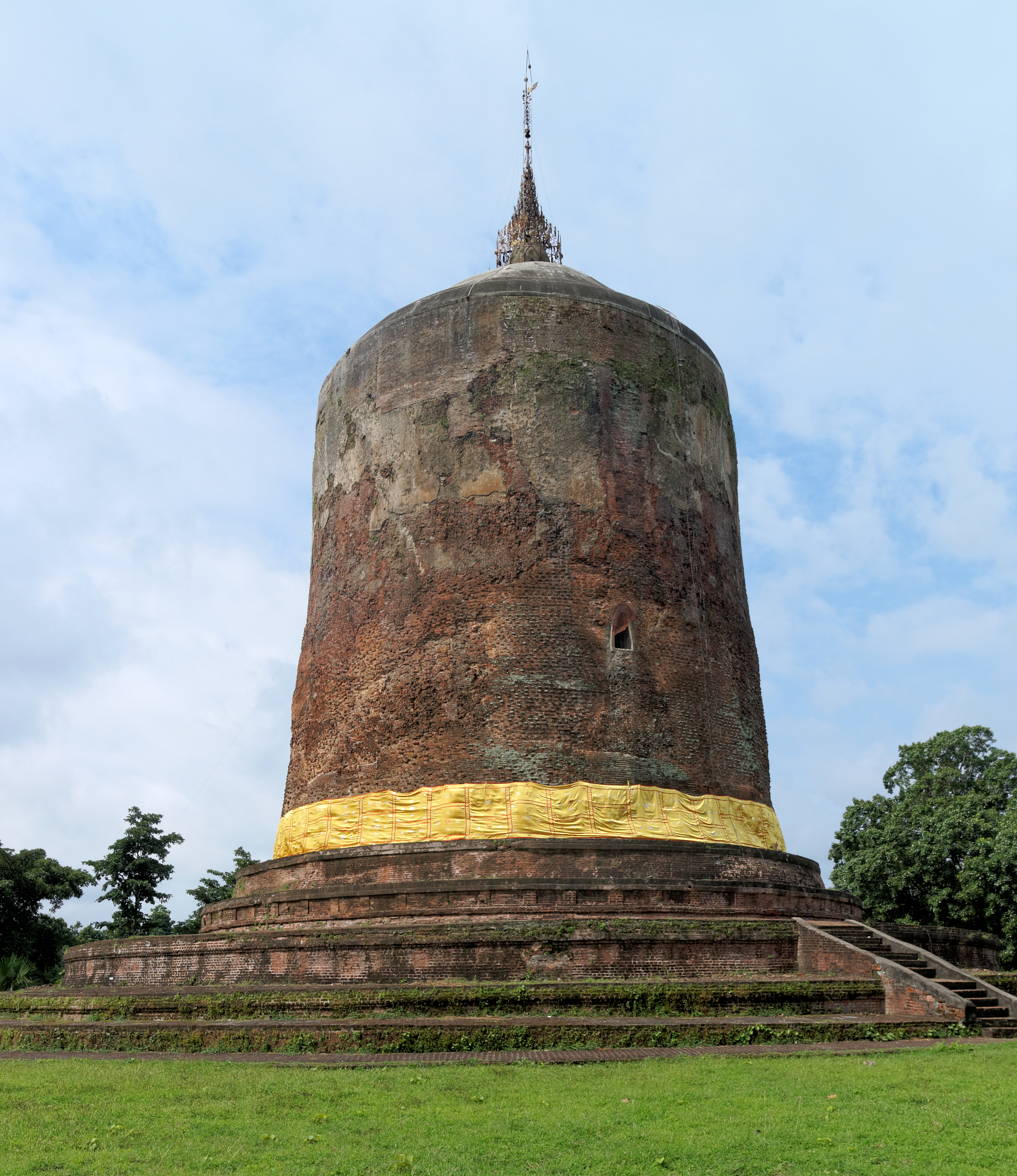
包包枝佛塔
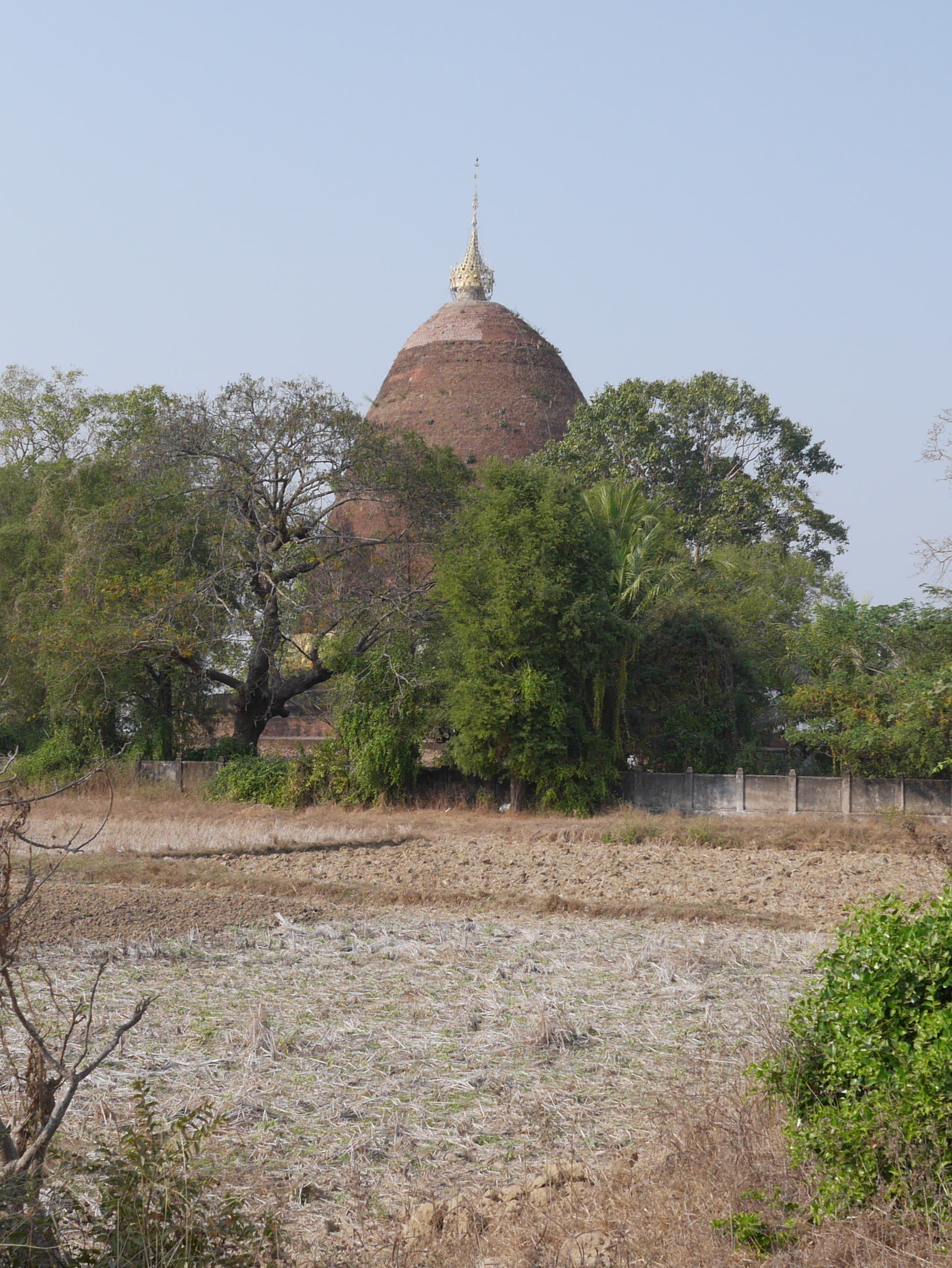
帕耶摩佛塔
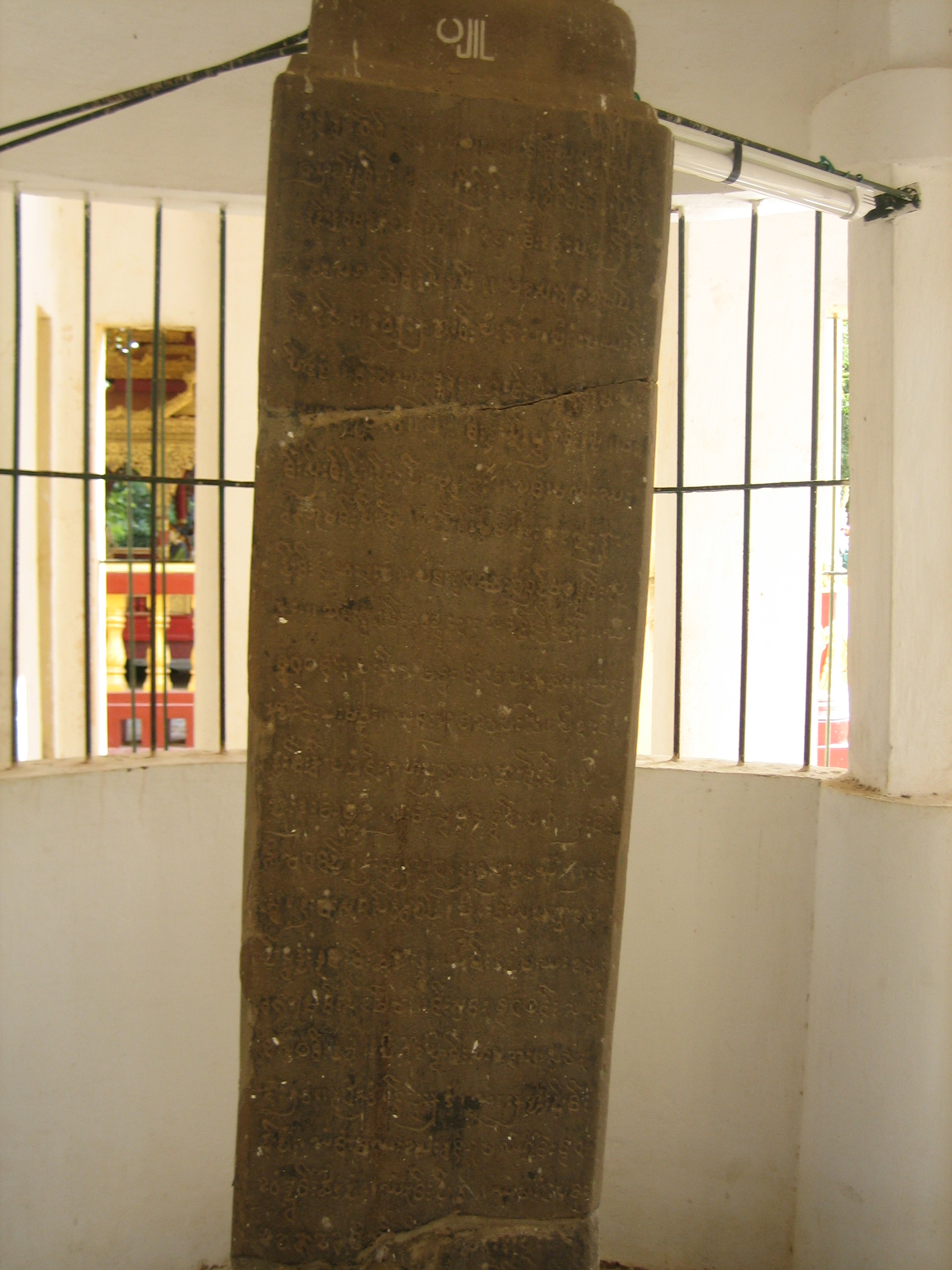
摩耶佛塔碑文中的驃文
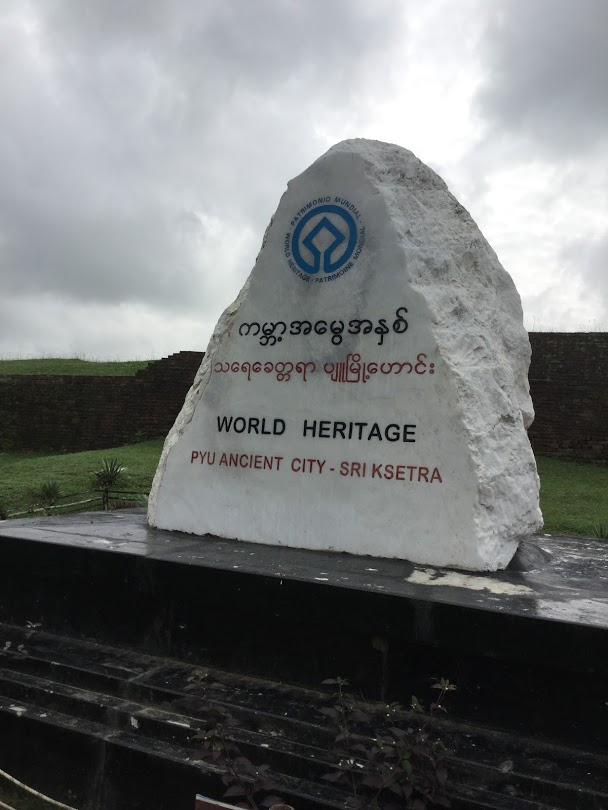
室利差呾羅遺跡
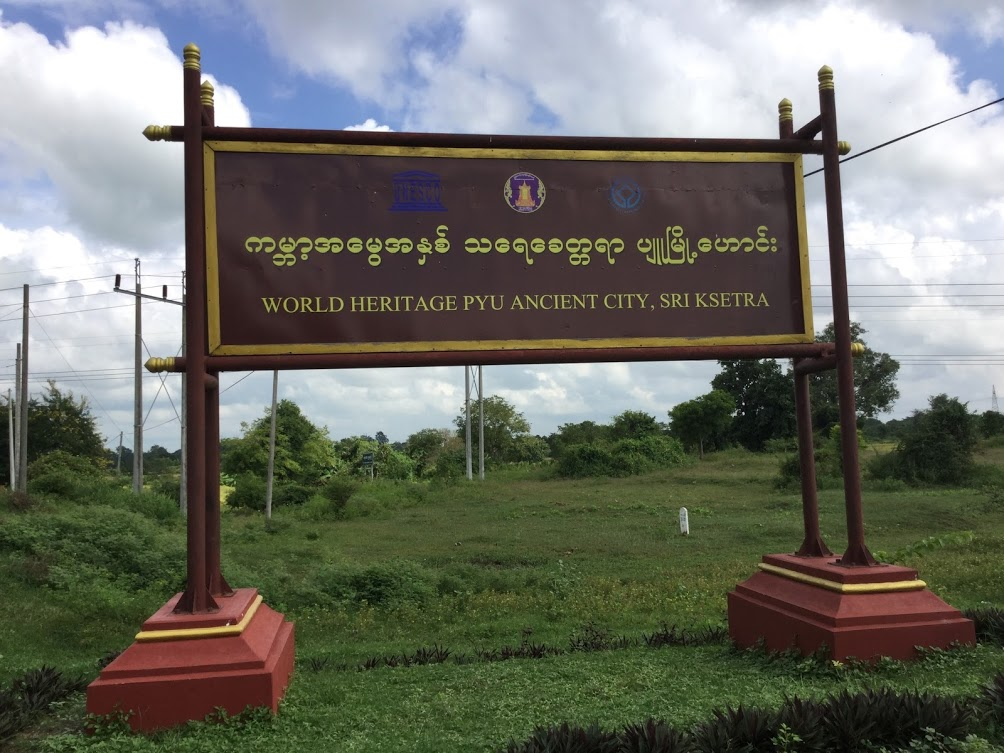
室利差呾羅遺跡
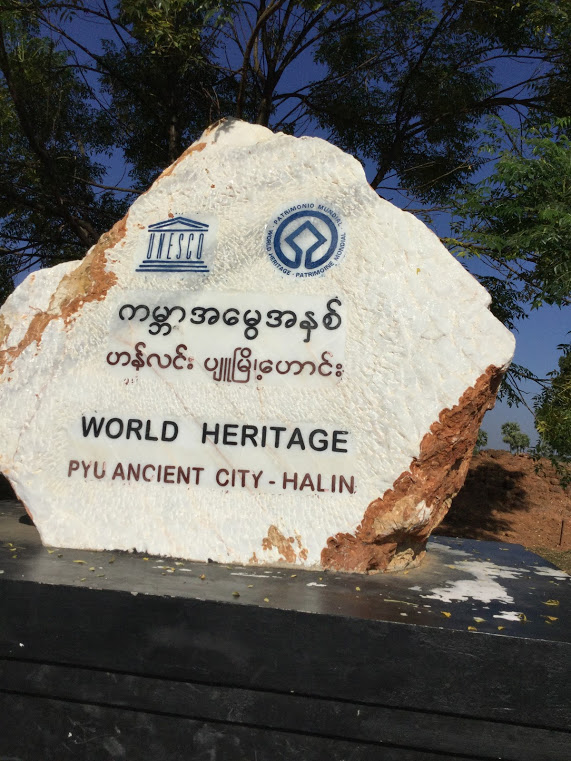
罕林遺跡
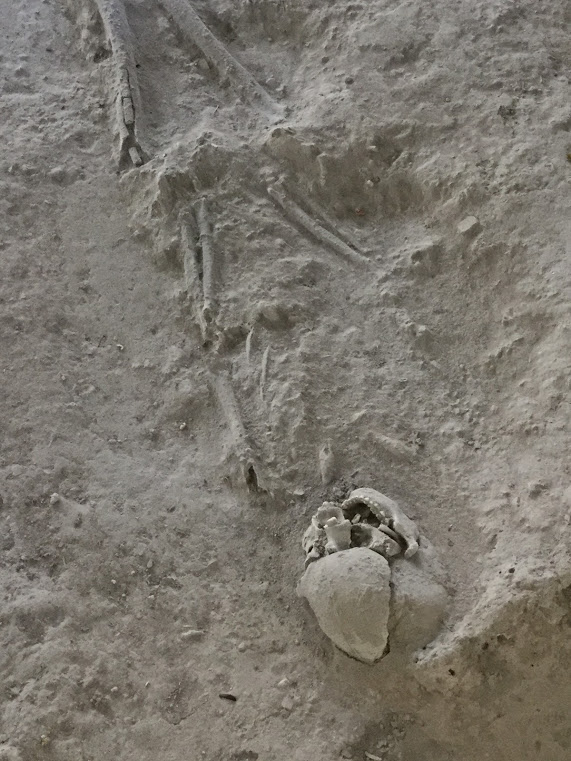
罕林遺跡
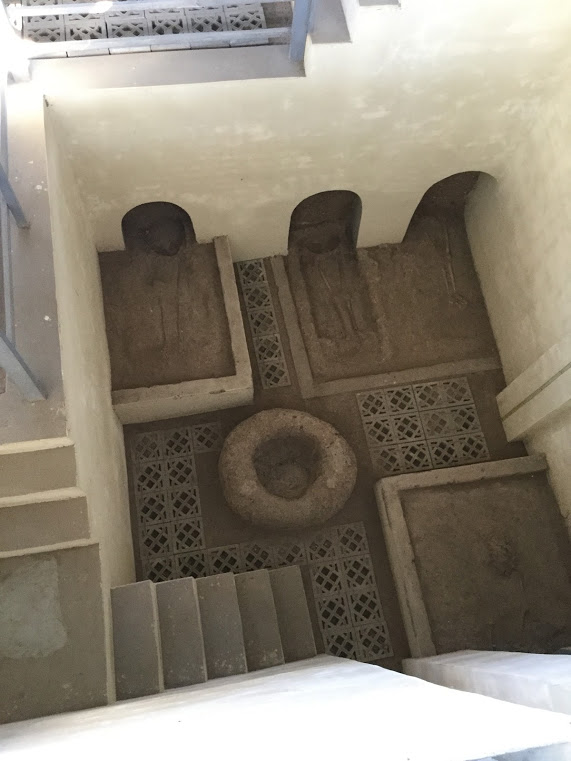
罕林遺跡

## 延伸阅读
[在维基数据编辑]
 《欽定古今圖書集成·方輿彙編·邊裔典·驃國部》，出自陈梦雷《古今圖書集成》
 《舊唐書·卷197》，出自刘昫《舊唐書》
 《新唐書·卷222下》，出自《新唐書》